# 莒著丘公
莒著丘公（？—前528年），己姓，名去疾，為春秋諸侯國莒国君主之一，是莒國第19位国君。在位13年。魯襄公三十一年（前542年）莒犂比公密州暴虐，先立子展輿為太子，既而廢之，展輿遂殺父嗣位，其弟公子去疾投奔母國齊國。魯昭公（前541年）元年秋，公子去疾逐展輿，嗣位，是為著丘公。鲁昭公十四年（前528年）秋八月，莒著丘公死后，郊公狂继位。
| 前任： 莒展 | 春秋莒国君主 前541年─前528年 | 繼任： 莒郊公 |